# Heinz Greissing

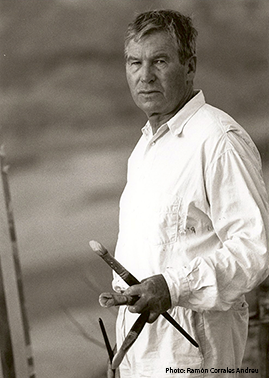
Heinz Greissing

Heinz Greissing (* 29. März 1933 in Wien; † 6. Mai 2020 in Bregenz; auch Enrique Greissing) war ein österreichischer Maler. Er malte vor allem Landschaften (Streifenbilder) und Porträts.

## Leben
Heinz Greissing verbrachte seine Kindheit in Ungarn und die Jugendzeit in Vorarlberg. Er ging in den Jahren von 1943 bis 1953 im Kloster Mehrerau sowie am Bundesgymnasium Bregenz zur Schule.
Greissing inskribierte erst Medizin in Innsbruck, ehe er nach dem Besuch der Sommerakademie 1956 in Salzburg bei Oskar Kokoschka in Wien an der Akademie der bildenden Künste bei Robin Christian Andersen und Herbert Boeckl studierte. Nach dem Diplom 1964 absolvierte er ein Semester in der Bildhauerklasse bei Fritz Wotruba. Mehreren öffentlichen Wettbewerben und Aufträgen folgten seit den 1970er Jahren längere Malaufenthalte in Andalusien. Durch die intensive Beschäftigung mit der Landschaft Südspaniens entwickelte Greissing dort einen eigenen Stil – seine sogenannten Streifenbilder – die zum Markenzeichen des Malers geworden sind. Dabei kombiniert der Maler, der vorzugsweise vor dem Motiv arbeitet, mehrere Ansichten (z. B. Vor- und Rückansicht) oder Zeitebenen (dasselbe Motiv in wechselnden Lichtverhältnissen) auf ein und derselben Leinwand, und erzeugt damit mehrdimensionale Ansichten oder Rund-um-Ansichten eines Themas.
Heinz Greissing lebte und arbeitete am Pfänder, oberhalb von Bregenz (Vorarlberg), in Weinsteig, nördlich von Wien und verbrachte seit 1974 viel Zeit im spanischen Ronda, in Andalusien.
Der Beitrag Greissings zur modernen Malerei liegt in der Entwicklung der Streifenbilder als einer neuen Form des Darstellens von Wirklichkeit.
Seine Werke befinden sich größtenteils in privaten und öffentlichen Sammlungen.
Heinz Greissing verstarb am 6. Mai 2020 im Alter von 87 Jahren in Bregenz.

## Ausstellungen (Auswahl)
- 2013 Künstlerhaus Thurn & Taxis – Greissing[4]
- 2013 Künstlerhaus Wien – Landschaft als Möglichkeit
- 2012 Museo Joaquín Peinado, Ronda, Spanien – Ronda, Paisaje y Luz
- 2008 Palacio de Congresos y Exposiciones, Ronda, Spanien – Pinturas de Ronda 1977–2007
- 2002 Museum der Wahrnehmung (MUWA), Graz – Die Wirklichkeit ist ein Modell des Bildes
- 2001 Galerie Arthouse, Bregenz
- 1998 Galerie aller-Art, Bludenz
- 1997 Galerie Sechzig, Feldkirch – Heinz Greissing, – Streifenbilder
- 1996 Galería Artivisive, Roma
- 1993 Galerie am Markt, Köln (Porz)
- 1991 Interstoff Art Gallery, Frankfurt
- 1989 Galería Cadaqués, Cadaqués, Spanien – Produktion 87/88
- 1988 Neufeldgalerie, Lustenau – Produktion 86/87
- 1987 Galerie Welz, Salzburg – Produktion 86
- 1986 Arthousegalerie Bregenz – Vorarlbergzeichnungen
- 1985 Galerie Ynguanzo, Madrid, und Neufeldgalerie, Lustenau – Produktion 83/84
- 1983 Festspielhaus Bregenz, Kulturhaus der Stadt Graz, und Galerie Insam, Wien – Simultane Landschaften
- 1973 Galerie Würthle, Wien – Baumserie; Kellergalerie im Schaetzlerplalais, Augsburg – Baumserie und Baumchoreographie
- 1972 Randspiele Bregenz: Ausstellung im Deuringschlössle – Der Kistenmensch;Künstlerhaus Palais Thurn und Taxis, Bregenz – Baumserie

## Werke (Auswahl)
- Wandgestaltung des Festsaals in der Schule Schendlingen, Bregenz (1967–1968)
- Ausführung einer Keramikwand (Majolika) für das Krankenhaus Valduna, Rankweil (1971)
- Kapelle im Landeskrankenhaus Bregenz (1975)

## Werke in öffentlichen Sammlungen
- Albertina, Wien
- Niederösterreichisches Landesmuseum, St. Pölten
- Museum der Moderne Salzburg
- Staatliche Sammlung Liechtenstein, Liechtenstein
- Stadt Bregenz, Bregenz
- Vorarlberger Landesmuseum, Bregenz

## Film
- Streifenweise: Dokumentarfilm zu Leben und Werk von Heinz Greissing. Buch und Kamera: Robert Neumüller; Produktion: Cinevision Wien, 2001.[5]
- Beitrag im ORF III Kultur Heute am 29. März 2013 anlässlich der Ausstellung Heinz Greissing – Landschaft als Möglichkeit im Künstlerhaus in Wien vom 14. März bis 7. April 2013.[6]
- Interviews mit Heinz Greissing aus Anlass seiner zwei Ausstellungen in Ronda, Spanien, 2008 und 2012.[7]